# Šentvid ob Glini
Šentvid ob Glini (nemško Sankt Veit an der Glan) je mesto na avstrijskem Koroškem z dobrimi 11.000 prebivalci, mestna občina pa jih ima skoraj 13.000. Je glavno mesto okraja Šentvid ob Glini in največje naselje ob reki Glini v severnem delu Gosposvetskega polja.

## Geografija
Mesto leži ob aluvialnem ustju potokov Vimica (Wimitz) in Mühlbach, ki se izlivata v reko Glino (Glan), ki teče po Gosposvetskem polju v smeri Celovca (avstrijsko Klagenfurt).

## Občinska ureditev
Šentvid je sestavljen iz sedmih katastrskih občin (avstrijsko Katastralgemeinden): Galing (nemško Galling), Goricja ves (nemško Hörzendorf), Niza ves (nemško Niederdorf), Prevarje (nemško Projern), Šentdonat (nemško Sankt Donat), Šentvid ob Glini (nemško Sankt Veit an der Glan) in Plešivec (nemško Tanzenberg). Deli se na 42 naselij (na desni strani je podatek o številu prebivalcev, stanje 31. oktober 2011):
| - Affelsdorf (24) - Aich (12) - Altglandorf (103) - Arndorf (9) - Baardorf (11) - Baiersdorf (25) - Beintratten (9) - Blintendorf (12) - Dolje (nemško Dellach) (57) - Draschelbach (8) - Dobroša/Dobreša ves (nemško Eberdorf) (4) - Kalina (nemško Galling) (8) - Goranja ves (nemško Gersdorf) (25) - Goricja ves (nemško Hörzendorf) (387) | - Holz (6) - Dvorec (nemško Höffern) (0) - Karlsberg (9) - Karnberg (65) - Lazja ves (nemško Laasdorf) (5) - Lebmach (1) - Mairist (23) - Milbersdorf (21) - Muraunberg (80) - Niza ves (nemško Niederdorf) (5) - Za Plužah (nemško Pflugern) (19) - Poreče na gori (nemško Pörtschach am Berg) (22) - Preilitz (26) - Prevarje (nemško Projern) (58) | - Radoviče (nemško Radweg) (4) - Reka (nemško Raggasaal) (9) - Ritzendorf (20) - Šent Andrež (nemško St. Andrä) (16) - Šentdonat (nemško St. Donat) (306) - Šentvid ob Glini (nemško St. Veit an der Glan) (10.932) - Streimberg (3) - Plešivec (nemško Tanzenberg) (9) - Šenturška gora (nemško Ulrichsberg) (32) - Podgora (nemško Unterbergen) (95) - Spodnje Mlinice (nemško Untermühlbach) (103) - Unterwuhr (32) - Wainz (7) - Zwischenbergen (0) |

## Zgodovina
Več arheoloških najdb kaže, da je bilo na tem območju naselje že v karolinških časih. Po legendi naj bi leta 901 bitka bavarskih sil proti Madžarom sprožila ustanovitev mesta.
Prva pisna omemba cerkve svetega Vida v Šentvidu (Ville Sancti Viti) datira v leto 1131, ko je bila ustanovljena župnija v Krški škofiji. Leta 1147 jo je kupila nadškofija Bamberg  od šentviškega mejnega grofa Engilberta, kar kaže, da bi lahko tu že prej imel v lasti zemljišče in zgradil šentviško cerkev. Katerega leta je Šentvid prešel v posest koroških vojvod, ni znano. S prenosom cerkve leta 1176 na vojvodo Hermana Koroškega je bila zunaj vpliva Bamberga. Šentvid je hitro postal središče vojvodskega posestva na Koroškem. Leta 1199 je bil Šentvid znan kot forum (trg). Vojvoda je prebival najprej na bližnjem gradu Freiberg.
Vojvoda Bernard Koroški (1202–1256) je razširil grad v Šentvidu in ga imenoval grad ali palača. Leta 1204 je omenjena šola. Od 1205 do 1725 je veljal vojvodski kovanec. Bernhard je bil dober gospodar. Imel je štiri dedne sodne pisarne. Leta 1214 je v Šentvidu živel Walther von der Vogelweide, najslavnejši nemško govoreči srednjeveški pesnik. Leta 1220 je bil skovan najstarejši kovanec z nemškim napisom. Leta 1224 je Šentvid dobil mestne pravice s svojimi sodniki in dvanajstimi porotniki. Leta 1277 se je tukaj na turnirju boril Ulrik Lichtensteinski. Po izumrtju Spannheimov leta 1269 je vojvodino dobil češki kralj Otokar II., leta 1286 pa je mesto pripadlo Majnhardu II., goriško- tirolskemu vojvodi, v naslednjih nemirih leta 1293 pa je bilo mesto hudo poškodovano. Njegova vnukinja grofica Margareta je leta 1335 dokončno izgubila Koroško, ki je tega leta pripadla Habsburžanom, Šentvid pa je izgubil svoj pomen kot prestolnica. Leta 1362 mu je Rudolf IV. Habsburški dodelil pravico do letnega sejma St. Veiter Wiesenmarkt, ki je vsako leto še danes in je eden najstarejših sejmov v srednji Evropi.
Leta 1399 je mesto dobilo pravico do trgovanja z železovo rudo iz Hüttenberga, kar je prineslo cvetočo trgovino in napredek za celo mesto.
Med letoma 1473 in 1492 je bilo pet napadov Turkov, leta 1480 so mesto oblegali Madžari, leta 1497 je bilo mesto požgano. Leta 1518 je postalo drugo mesto za Celovcem, kmalu zatem sedež guvernerja, vicedoma, imeli so tudi vse druge upravne ustanove. V Šentvidu so ostali trgovci. Leta 1550 je bila zgrajena prva papirnica v državi, leta 1578 sodoben plavž.
Med letoma 1713 in 1715 je v Šentvidu razsajala kuga, leta 1747 so mesto požgali. V 18. stoletju je železarstvo še živelo, vendar pa je leta 1783 Jožef II. odpravil trgovinske privilegije, ki so povzročili gospodarsko nazadovanje. Leta 1830 je mesto imelo le 1500 prebivalcev, medtem ko jih je bilo v srednjem veku 3000.

## Prebivalstvo
Po popisu leta 2001 je imel Šentvid 12.839 prebivalcev, od tega 92,5 % Avstrijcev, 2,3 % Jugoslovanov in 2,2 % Bosancev. 74,0 % prebivalstva je rimskokatoliške veroizpovedi, 8,6 % protestantov in 4,3 % muslimanov, 10,2 % ni vernih.

## Znamenitosti

### Muzeji
- Muzej Sankt Veit an der Glan (Muzej prometa in urbane zgodovine) na glavnem trgu v Šentvidu je bil ustanovljen 2003/04 kot kombinacija več predhodnih ustanov, kot so Mestni muzej v gradu (ustanovljen 1886), Trabant muzej v nekdanji ljudski bolnišnici in Muzej prometa (ustanovljen 1982) v mestni hiši, nato pa v nekdanji Haushaltungsschule (od 1987). Je na površini 1000 kvadratnih metrov v treh nadstropjih z več kot 3000 razstavnih predmetov, povezanih z zgodovino prometa, pošte in telekomunikacij ter mesta.
- Na zahodni železniški postaji je železniški muzej Nostalgiebahnen in Kärnten (NBiK)

## Zgradbe
- Na približno 200 × 30 m velikem Glavnem trgu so kužno znamenje (1715–1716) in dva vodnjaka (Vogelweidov vodnjak in skledasti vodnjak);
- poznogotska Mestna hiša na glavnem trgu z gotskim portalom in dovršeno oblikovano fasado;
- župnijska cerkev svetega Vida ob Glini, posvečena sveti Trojici, prvič omenjena leta 1131, je velika, poznoromanska po svoji osnovni obliki in poznogotska po sedanji obliki kora in zvonika. Današnji pogled od zunaj je posledica obnove po požaru leta 1829. Na zahodni steni je nekaj spomenikov iz 15. do 18. stoletja,[4];
- kostnica svetega Mihaela južno od župnijske cerkve na nekdanjem pokopališču je v jedru romanska rotunda iz 13. stoletja (dokumentirana leta 1275 in 1359). Od leta 1930 je vojni spomenik. Switbert Lobisser je leta 1930 naslikal freske, ki so jih prebarvali leta 1958;
- samostanska cerkev Naše drage gospe stoji jugozahodno od nekdanje bolnišnice in je bila ustanovljena leta 1323 kot cerkev Konrada von Auffensteina in njegove žene Diemut ter je pripadala klarisam. Samostan je bil ubožna bolnišnica leta 1542, leta 1622 je bil dan jezuitom, leta 1640 pa frančiškanom. Med letoma 1640 in 1648 so samostanske stavbe obnovili, cerkev je bila ponovno posvečena leta 1648. Samostan je bil ukinjen leta 1768. Leta 1863 je bilo porušeno vzhodno krilo nekdanjega samostana, preostalo je bilo urejeno za šolo. Cerkev je bila obnovljena 1963/64;
- kalvarijska kapela Maria Loretto, ki je omenjena v dokumentih leta 1658, stoji na griču severozahodno od središča mesta;
- nekdanja bolnišnica s špitalsko cerkvijo svetega Martina in Elizabete (pozneje svetega Jožefa), prvič dokumentirana leta 1321, je zunaj starega mesta pri beljaških vratih;
- vojvodski grad s stanovanjskim krilom in orožarno. Grad se zdaj uporablja za kulturne prireditve (koncerti, likovne razstave, gledališče);
- grad Kölnhof;
- grad Plešivec;
- grad Weyer;
- grad Niederdorf, renesančna stavba iz 16. stoletja;
- grad Stadlhof, trinadstropna baročna stavba iz 17. stoletja;
- Edelmann-Ansitz Schletterhof v Šentdonatu;
- glavna železniška postaja iz let 1911–1913
- in druge.

- Portal župnijske cerkve svetega Vida
- Glavni oltar cerkve svetega Vida
- Vodnjak na Glavnem trgu
- Hotel Ernsta Fuchsa v Šentvidu
- Glavna železniška postaja
- FUNDERMAX-Werk II v Oberglandorfu (zgradil Günther Domenig, 1987)
- Kostnica
- Domačija v Wainzu ob vznožju Šenturške gore

## Pobratena mesta
- Haltern, Nemčija